# Ластівка рудочерева
Ластівка рудочерева (Cecropis semirufa) — вид горобцеподібних птахів родини ластівкових (Hirundinidae). Мешкає в Африці на південь від Сахари.

## Опис

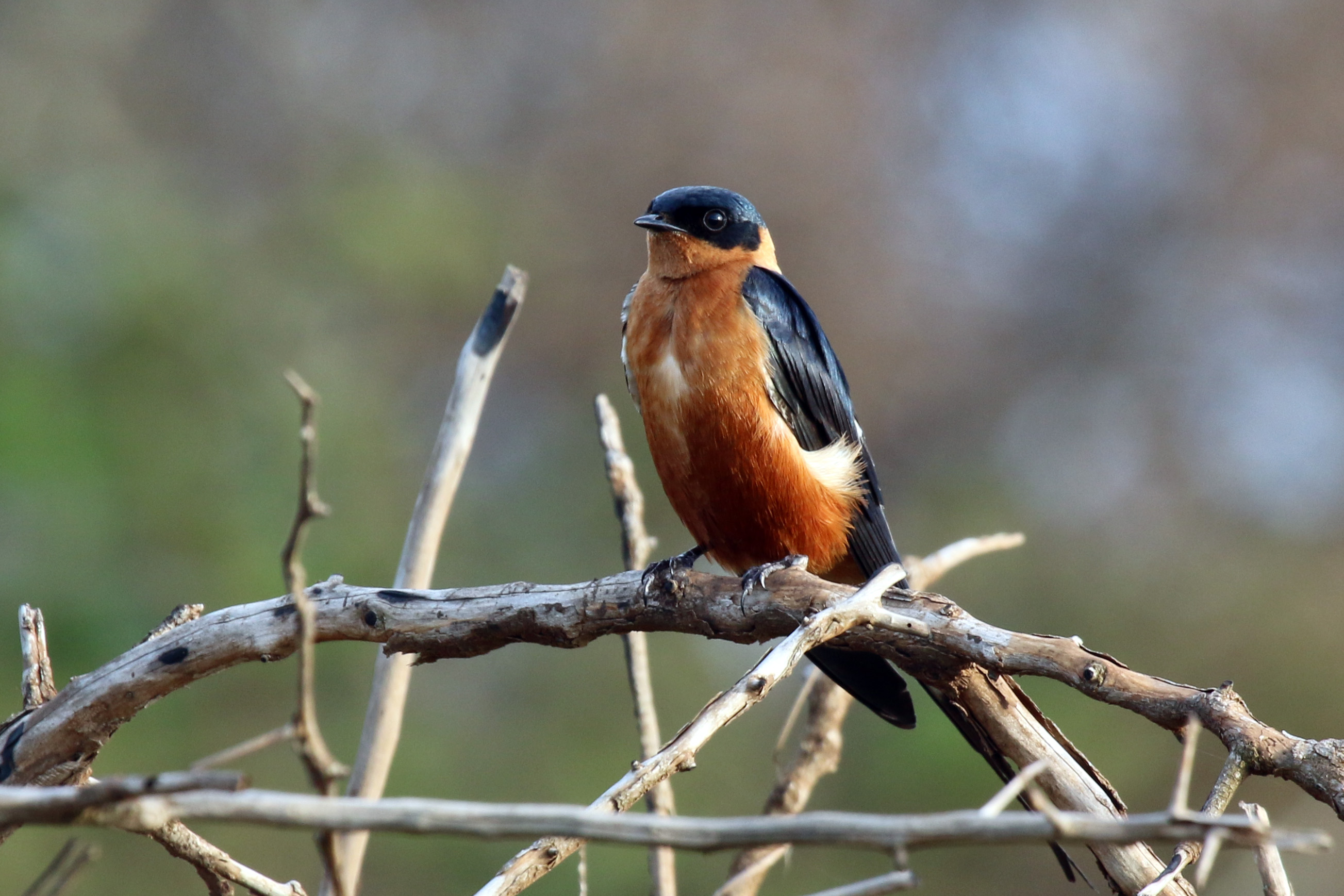
Рудочерева ластівка

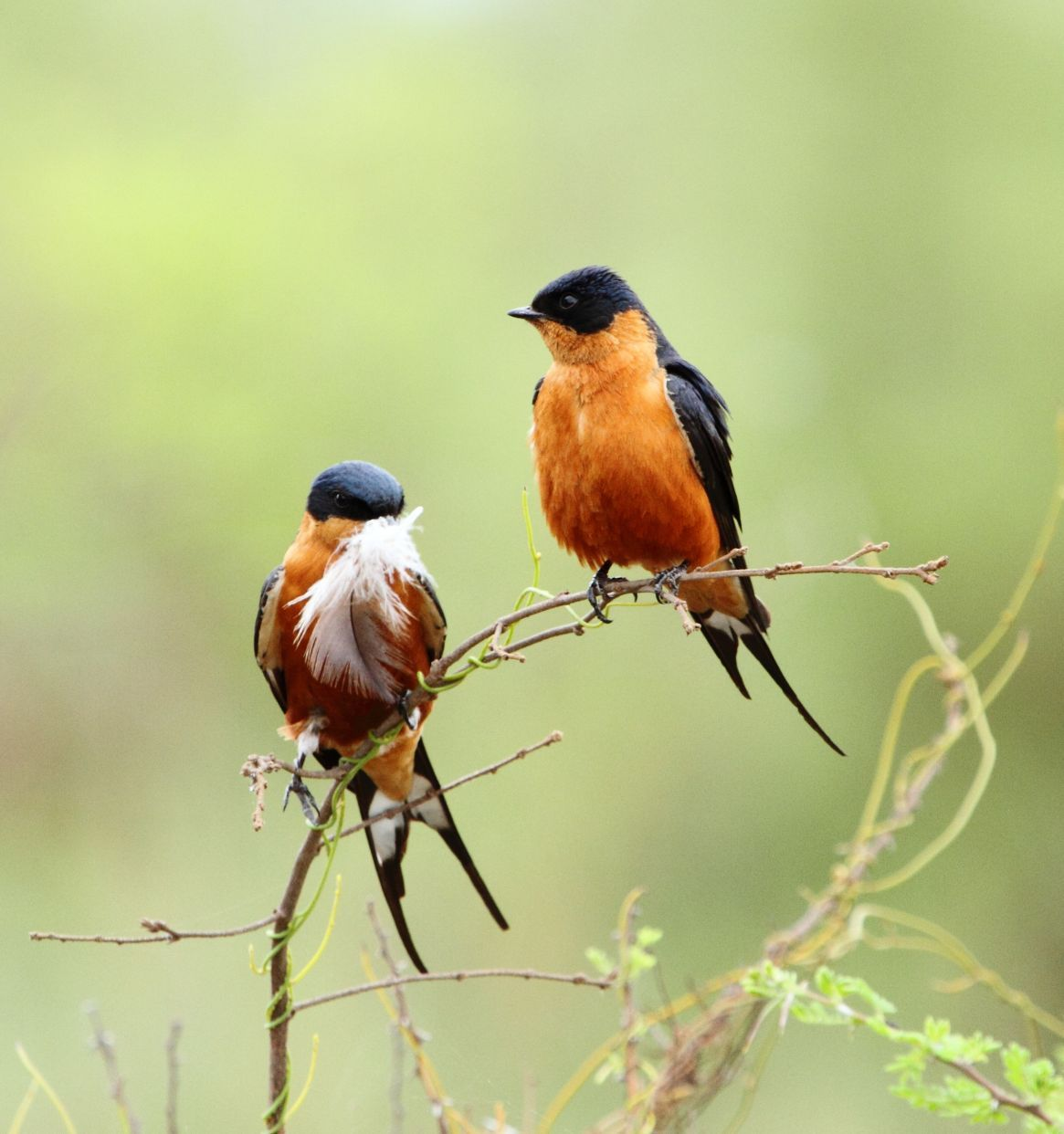
Пара рудочеревих ластівок

Довжина птаха становить 24 см, вага 25-40 г. Верхня частина тіла темно-синя, на голові з металевим відблиском. Нижня частина обличчя, надхвістя і нижня частина тіла руді. Нижні покривні пера крил білі, махові пера чорні. Хвіст сильно роздвоєний, у самців дещо більше, ніж у самиць.

## Підвиди
Виділяють два підвиди:
- C. s. gordoni (Jardine, 1852) — від Сенегалу до Південного Судану, північної Анголи і північної Танзанії;
- C. s. semirufa (Sundevall, 1850) — від східної і південної Анголи до Малаві і північного сходу ПАР.

## Поширення і екологія
Рудочереві ластівки поширені від Сенегалу і Південного Судану до Південно-Африканської Республіки. Вони живуть в сухих, відкритих місцевостях, зокрема в саванах, на висоті до 1500 м над рівнем моря. В більш лісистих місцевостях їх замінюють сенегальські ластівки. Під час сезону дощів більша частина популяції мігрує до тропічних лісів Західної і Центральної Африки.
Рудочереві ластівки зустрічаються поодинці або парами і рідко утворюють колонії. Вони живляться комахами, яких ловлять в польоті. Гніздо закрите з трубкоподібним входом, робиться з глини, розміщується в дуплах дерев, печерах, або будівлях. В кладці 3 яйця. В гніздах рудочеревих ластівок часто оселяються білогузі серпокрильці.